# Сапочник, Мигель
Миге́ль Висе́нте Ро́зенберг-Сапо́чник (англ. Miguel Vicente Rosenberg-Sapochnik) — британский режиссёр кино и телевидения, бывший раскадровщик. Родился в июле 1974 года в Лондоне (Великобритания) в еврейской семье выходцев из Аргентины. Он наиболее известен как режиссёр полнометражного фильма «Потрошители» и телесериала HBO «Игра престолов», за который он выиграл премию «Эмми» за лучшую режиссуру драматического сериала на 68-й церемонии вручения премии.

## Биография
Мигель Сапочник был исполнительным продюсером и режиссёром фильма 2010 года «Потрошители» с Джудом Лоу и Форестом Уитакером в главных ролях. Это был его режиссёрский дебют. Позже Сапочник снимал отдельные эпизоды сериалов «Доктор Хаус», «Грань», «Пробуждение», «Игры разума». Как раскадровщик он работал над фильмами «На игле» (1996) и «Зимний гость» (1997).
В 2015 году Сапочник снял два эпизода пятого сезона «Игры престолов» — «Дар» и «Суровый Дом». Он вернулся в этот проект, чтобы снять два последних эпизода шестого сезона, «Битва бастардов» и «Ветра зимы». Все эти эпизоды были высоко оценены и критиками, и зрителями; за «Битву бастардов» Сапочник получил премию «Эмми». Позже он снял два эпизода восьмого сезона, вышедшего в 2019 году.
С 2006 года Сапочник женат на актрисе Алексис Рабен.

## Фильмография
Фильмы
| Год  | Название    | Ориг. название |
| ---- | ----------- | -------------- |
| 2010 | Потрошители | Repo Men       |
| 2021 | Финч        | Finch          |

Телевидение
| Год  | Название               | Ориг. название      | Сезон | Название эпизода                | Эпизод | Примечания |
| ---- | ---------------------- | ------------------- | ----- | ------------------------------- | ------ | --- |
| 2011 | Доктор Хаус            | House, M.D.         | 7     | «Больше, чем жизнь»             | 9      | |
| 2011 | Доктор Хаус            | House, M.D.         | 7     | «Семейный врач»                 | 11     | |
| 2011 | Доктор Хаус            | House, M.D.         | 7     | «После работы»                  | 22     | |
| 2011 | Грань                  | Fringe              | 4     | «Один во всём мире»             | 3      | |
| 2011 | Доктор Хаус            | House, M.D.         | 8     | «Мёртв и похоронен»             | 7      | |
| 2012 | Доктор Хаус            | House, M.D.         | 8     | «Проверка на вшивость»          | 16     | |
| 2012 | Доктор Хаус            | House, M.D.         | 8     | «Не сдаваясь»                   | 21     | |
| 2012 | Пробуждение            | Awake               | 1     | «Повсюду черепахи»              | 13     | |
| 2012 | Рухнувшие небеса       | Falling Skies       | 2     | «Молодая кровь»                 | 4      | |
| 2012 | Грань                  | Fringe              | 5     | «Разделитель мыслей Модель №11» | 1      | снят совместно с Жанно Шварцем |
| 2013 | Под куполом            | Under the Dome      | 1     | «Несовершенные круги»           | 7      | |
| 2013 | Революция              | Revolution          | 1     | «Тени прошлого»                 | 12     | |
| 2013 | Банши                  | Banshee             | 1     | «Вечный ковбой»                 | 9      | |
| 2013 | Банши                  | Banshee             | 1     | «Смесь безумия»                 | 10     | |
| 2014 | Игры разума            | Mind Games          | 1     | «Пилот»                         | 1      | |
| 2014 | Род человеческий       | Extant              | 1     | «Вознесение»                    | 13     | |
| 2015 | Игра престолов         | Game of Thrones     | 5     | «Дар»                           | 7      | |
| 2015 | Игра престолов         | Game of Thrones     | 5     | «Суровый Дом»                   | 8      | |
| 2015 | Настоящий детектив     | True Detective      | 2     | «Церковь в руинах»              | 6      | |
| 2016 | Игра престолов         | Game of Thrones     | 6     | «Битва бастардов»               | 9      | Премия «Эмми» за лучшую режиссуру драматического сериала Премия Гильдии режиссёров США за лучшую режиссуру драматического сериала |
| 2016 | Игра престолов         | Game of Thrones     | 6     | «Ветра зимы»                    | 10     | |
| 2018 | Видоизменённый углерод | Altered Carbon      | 1     | «Из прошлого»                   | 1      | |
| 2019 | Игра престолов         | Game of Thrones     | 8     | «Долгая Ночь»                   | 3      | |
| 2019 | Игра престолов         | Game of Thrones     | 8     | «Колокола»                      | 5      | |
| 2022 | Дом Дракона            | House of the Dragon | 1     | «Наследники Дракона»            | 1      | Также шоураннер и исполнительный продюсер сериала                                                                                 |
| 2022 | Дом Дракона            | House of the Dragon | 1     | «Принцесса и королева»          | 6      | |
| 2022 | Дом Дракона            | House of the Dragon | 1     | «Дрифтмарк»                     | 7      | |